# Lajolo
(A. Della Chiesa, Discorsi sopra le famiglie nobili del Piemonte, XVII secolo, manoscritto, Archivio di Stato di Torino)
Lajolo o Laiolo, fu una delle famiglie ghibelline più antiche di Asti, appartenente alle "casane", quel gruppo cioè di famiglie che ottennero la loro ascesa sociale non per discendenza patrizia, ma in seguito al prestito della valuta ed al commercio. Consignori di S. Michele d'Asti e Soglio furono insigniti nel 1829 del titolo comitale da re Carlo Felice.

## Origini e storia
Le prime notizie della famiglia risalgono al XII secolo. Raimondo fu console del Comune di Asti nel 1190, ed Uberto decurione.
Rolando e Guglielmo furono "chiavari" della città nel 1218 e 1220. Tra il 1275 ed il 1300, ben 18 membri della famiglia rivestirono cariche importanti nell'amministrazione del comune di Asti.
Mercanti di stoffe e lane, come tutti i casanieri astigiani, svilupparono l'attività feneratizia già all'inizio del Duecento attraverso l'apertura di alcuni banchi a Tournai, Bouvignes, Courtrai e Grammont.
Sul finire del secolo l'attività si ampliò in Savoia, in particolare a Chambéry e Conthey ed in Svizzera, a Lucerna, erano in società con i potenti Guttuari.
A Lucerna, Galvano Lajolo era il banchiere della famiglia Asburgo e si insigniva del titolo onorifico di "dominus". Alla sua morte (1308), lasciò una cospicua eredità al duomo della città.
Nel 1304 subirono l'esilio con le altre famiglie ghibelline per opera dei Solaro.
Tra il XV e XIX secolo le notizie della famiglia sono scarse e frammentarie; degno di nota è un Gerolamo Lajolo giureconsulto, vissuto ad Asti nel XVI secolo e Giuseppe Tommaso consigliere del duca di Mantova nel 1675.
Carlo Lajolo († Torino, 1829), fu vicepresidente del tribunale di Torino ed in seguito giudice della Corte d'Appello nel 1808. Scrisse le memorie della famiglia nel libro Notizie storiche sull'antichità della famiglia Lajolo.
Giambattista Lajolo, il 27 marzo 1829, riceveva dal Carlo Felice re di Sardegna il titolo trasmissibile di conte; i suoi figli avuti con la contessa Mestiatis di Graglia, combatterono come ufficiali nelle guerre d'Indipendenza.

## Le abitazioni dei Lajolo
Essendo il numero delle linee famigliari dei Lajolo molto esteso, anche il numero delle residenze nella città di Asti lo era. Le dimore coprivano una superficie che partiva dalla zona dei Varroni nel rione Cattedrale, raggiungendo la piazza del duomo percorrendo l'odierna via Carducci.
Nella zona del duomo verso il lato occidentale, si apriva la "platea Layoliorum", uno spazio privato ad uso pubblico, collegato alla piazza del duomo e delimitato tra le vie Borgnini, Milliavacca, Cattedrale e Carducci ben visibile nella pianta di Asti del Theatrum Sabaudiae del XVII secolo.

## Stemma
Essendo l'araldica astigiana frutto di un'aristocrazia prettamente urbana e mercantile, molti stemmi come quello dei Lajolo si rifanno all'arma parlante, quell'arma cioè che fa derivare il simbolo del proprio casato direttamente dal nome (talora la funzione) del possessore di tale arma.
Lajeul, in dialetto astigiano significa appunto ramarro.
La dicromia argento e rosso è la tipica colorazione degli stemmi delle antiche famiglie legate all'impero.
Scudo: d'argento al palo di rosso, accostato da sei ramarri di verde, tre per parte, uno sull'altro
Motto: Fidus Custos ("Fedele custode").